# Moose Hill Wildlife Sanctuary
Das Moose Hill Wildlife Sanctuary (deutsch Elchhügel) ist ein 1.971 Acres (8 km²) umfassendes Schutzgebiet um die gleichnamige, 534 ft (162,8 m) hohe Erhebung bei Sharon im Bundesstaat Massachusetts der Vereinigten Staaten. Es wurde 1916 eingerichtet und ist das älteste und zugleich größte Schutzgebiet der Massachusetts Audubon Society.

## Schutzgebiet
Insgesamt 25 mi (40,2 km) Wanderwege führen Besucher durch das Schutzgebiet, das vorwiegend aus Wäldern, einem Rot-Ahorn-Sumpf, Feldern und Feuchtgebieten besteht. Insbesondere können Rotkehl-Hüttensänger und Sumpfschwalben beobachtet werden, jedoch können Freiwillige auch gezielt nach einer Vielzahl weiterer Vogelarten Ausschau halten und diese auf einer Checkliste markieren. Auf der Moose Hill Community Farm kann zudem solidarische Landwirtschaft betrieben werden.